# Kameruner Skat
Kameruner Skat (Camerun-Skat) ist ein Karten-Glücksspiel für drei oder mehr Spieler, das mit dem üblichen Skat nur den Namen und die Verwendung eines Pakets von 32 Karten gemeinsam hat. Das Spiel soll aus der früheren deutschen Kolonie Kamerun stammen.
Die nachstehend wiedergegebene Regel stammt aus Alban von Hahns Buch der Spiele aus dem Jahre 1909.

## Spielweise
Zunächst wird durch Los ein Bankhalter bestimmt; jeder Gegenspieler erhält drei Karten offen zugeteilt und legt diese vor sich ab. Nun zieht der Bankhalter nacheinander die übrigen Karten offen vom Talon ab. Stimmt die erste aufgedeckte Karte im Rang mit einer Karte eines Gegenspielers überein – die Farben sind ohne Bedeutung – so muss dieser einen Einsatz an den Bankhalter zahlen. Hält der Spieler sogar zwei Karten desselben Ranges, so zahlt er zwei Einsätze und bei drei Karten desselben Ranges drei Einsätze.
Dasselbe wiederholt sich nun wie folgt: Nachdem die zweite Karte aufgeschlagen ist, hat der Spieler im Fall einer Übereinstimmung zwei Einsätze an den Bankier zu bezahlen – oder, falls er zwei oder drei Karten desselben Ranges besitzt, vier bzw. sechs Einsätze.
Danach wird die dritte Karte aufgeschlagen, und die Spieler müssen nun drei Einsätze je Übereinstimmung zahlen.
Nach dem Aufschlagen der dritten Karte kehrt sich das Spiel um: Bei der vierten Karte zahlt der Bankhalter einen Einsatz je Übereinstimmung, bei der fünften Karten zwei Einsätze und bei der sechsten Karte drei.
Danach kehrt sich das Spiel wieder um: Bei der sechsten, siebten und achten Karte sind wieder die Spieler an der Reihe zu zahlen; bei den folgenden dreien der Bankhalter.
Werden zu Beginn nicht nur drei Karten je Spieler ausgegeben, sondern z. B. vier, so wechseln sich Spieler und Bankhalter nach je vier aufgeschlagenen Karten im Zahlen ab.

## Anmerkung
Spätere Quellen (Grupp, Schmidt-Spiele, Klee-Spiele) geben die Spielweise etwas anders wieder, nämlich wie folgt:
- Ein Spieler zahlt bei der ersten Übereinstimmung den einfachen Einsatz. Muss er ein zweites Mal zahlen, so zahlt er zwei, und beim dritten Mal drei Einsätze an den Bankier.[1]
- Ist ein Dreifachsatz gezahlt worden, so kehrt sich das Spiel um: Nun muss der Bankier zahlen, und zwar beim ersten Mal den doppelten Einsatz, beim zweiten Mal den dreifachen Einsatz[1] und dann vierfach.[4] Nach Grupp 1975 wechselt die Zahlung nach dem dreifachen Einsatz des Bankhalters wieder zum Spieler, der dann wieder einfach, zweifach und dreifach zahlt.[1]
- Nach diesem Zeitpunkt sind wieder die Spieler mit den Zahlungen an der Reihe. Die Runde endet, sobald alle Karten abgezogen sind, danach wechselt die Bank an den nächsten Spieler.[4][1]

Bei dieser Regel bleibt aber unklar, was im Fall des mehrfachen Besitzes von Karten im Rang der aufgeschlagenen Karte zu geschehen hat; möglicherweise ist dies aber – wie so oft bei historischen Spielen – einer missverständlichen Überlieferung geschuldet; die ältere Darstellung im Buch von Alban von Hahn gibt daher wohl eher die historische Spielweise wieder.